# Shen Gong Wu
Los Shen Gong Wu (en chino: 神工物) son artefactos místicos que poseen las energías mágicas del universo en el mundo ficticio de Duelo Xiaolin, serie de televisión transmitida por Cartoon Network y Kids! WB en su país originario. Las energías de un Shen Gong Wu se activan cuando su nombre es llamado por la persona que desea utilizarlo. El “Shen Gong Wu” en chino significa “objeto santo de habilidad” o literalmente “herramienta de dios”.
Usualmente son llamados "Wu", y la serie gira en torno a ellos (a pesar de ser Omi el protagonista principal). Tanto Dragones Xiaolin como el lado Heylin (Maligno) quieren obtenerlos, esto se debe a que con ellos, el poder de la bruja Wuya se incrementaría. Además, una misteriosa y poderosa criatura se crea a partir de Shen Gong Wu, y esa es Mala Mala Jong.
1. Agallas De Hamachi: Se usan para poder respirar bajo el agua, dan al usuario una forma de pez antropomórfico.
2. Alas monarca: Es la llave de la escala de mosaicos. Supuestamente, por sí sola solo puede dar gran fuerza a quien la posea.
3. Alas De Tinabi: Permiten volar dejando un rastro de arco iris.
4. Anillo De Los Nueve Dragones: Te divide hasta en 9 personalidades y tus aptitudes psicológicas se dividen (o disminuyen) proporcionalmente al número de personalidades divididas.
5. Gafas de cristal: Permiten ver el futuro del que lo posee.
6. Arenas Del Tiempo: Permiten viajar en el tiempo, además de que permiten cambiarlo.
7. Túnel Armadillo: Es una excavadora que te puede llevar al núcleo de la Tierra.
8. Átomo Kuzusu: Desintegra cualquier cosa.
9. Bebe creylili: Convierte al que lo escucha en un bebe.
10. Big Bang Meteorang: El Big Bang Meteorang es el arma Wudai de Clay. Es un búmeran que se puede dividir en más búmeran y que puede cortar cualquier roca. Fue la tercera arma Wudai en aparecer. Se encuentra ubicada en la encenada del cactus enterrada en una montaña custodiada por cactus Mutantes.
11. Brazo de Mikado: Te da una gran fuerza en los brazos.
12. Caja de pandora: Guarda todo lo que lo active por 1000 años.
13. Cañón Explosivo: Te convierte en una bola cañón y te dispara.
14. Concha Para Leer La Mente: Permite leer las mentes de los otros.
15. Casco De Yong: Te da ojos en la nuca.
16. Cola De La Serpiente: Te permite ser intangible.
17. Cometa Longi: Te da alas.
18. Conejito Denshi: Te convierte en electricidad.
19. Corazón De Yong: Da vida a objetos inanimados.
20. Dedo Dorado: Detiene el tiempo por un instante.
21. Disparo Aturdidor: Hipnotiza y confunde al oponente.
22. Dragón De Zafiro: Vuelve zafiro a tu oponente y a veces también al usuario. Tiene mente propia y no solo se activa si se dice su nombre, si se deja al descubierto su azul zafiro el solo se activa y convierte las personas en zafiro a menos que se oculte con algo el azul de su cuerpo.
23. Dulce Bebe entre nosotros: Es un bebe gigante que pelea formidablemente, que además puede lanzar sus pañales como cañones.
24. Emperador Escorpión: Controla a otros Wu.
25. Escala mosaico: Sirve para crear maldad, o bien diferentes desastres. Tiene al espíritu Zibini atrapado dentro.
26. Escarabajo Negro: Te da una protección contra el fuego y el calor.
27. Esfera De Tornami: Lleva un río caudaloso dentro.
28. Esfera De Yong: Funciona como una cárcel indestructible.
29. Espada De La Tempestad: Crea poderosas ráfagas de viento y huracanes en miniatura.
30. Espejo Inversor: Revierte el efecto de cualquier Wu.
31. Espina Del Rayo: Lanza rayos.
32. Estrella De Hanabii: Lanza bolas de fuego.
33. Fuente De Whi: Permite tener todo en conocimiento del universo al azar. Junto al ojo del águila, su Wu hermano, permite desvelar los misterios del universo. Fue nombrado después de la creadora de la serie, Christy Whi. Whi significa "sabiduría" en chino.
34. Farol de Sun-Chi: Te permite usar el Chi de la(s) persona(s) que ilumine.
35. Garras Del Tigre Dorado: Teletransportan al portador a donde quiera.
36. Geiser Wushan: Permite borrar la memoria de las personas.
37. Guante De Jisaku: Es como un imán de cualquier material sin importar que no sea metal.
38. Hormigas En Los Pantalones: Desata una colmena de hormigas, produciendo una picazón incontrolable.
39. Hueso Zing-Zong: Convierte a las personas en zombis.
40. Jet Botas: Permiten desafiar la gravedad y también volar con propulsión.
41. Lanzador De Seda: Su nombre lo dice todo. Lanza una cantidad ilimitada de una sustancia parecida a la telaraña, la cual puede usarse hasta para crear redes.
42. Lengua De Saiping: Te permite hablar con los animales.
43. Cinta Tercer Brazo: Es un tercer brazo que se estira para alcanzar objetos.
44. Loto Torcedor: Hace flexible al portador.
45. Túnica De 2 Toneladas: Una túnica defensora de 2 toneladas, simbólicamente hablando, pero pesa mucho.
46. Yelmo de Wushu: Un yelmo protector que desvia los ataques que le lancen al portador.
47. Puño De Tebigong: Te hace golpear realmente fuerte.
48. Ojo De Dashi: Lanza rayos y posee una fuente infinita de energía.
49. Ojo De Halcón: Ves muy lejos y a través de los objetos.
50. Palillos Reductores: Te permiten hacerte tan pequeño como un grano de arroz.
51. Moneda Mantis: Te da la agilidad de una mantis de tu tamaño.
52. Ojo de Águila: Permite ver lo que desees, es el Wu hermano de la Fuente de Whi.
53. Vara Del Mono: Te Transforma en un mono con todas sus ventajas y desventajas. Actualmente, este Wu lo ha tenido Jack Spicer desde que fue revelado.
54. Peine Telaraña: Lanza una red al enemigo, que lo ata, como si fuese una cuerda.
55. Sábana De Las Sombras: Te hace invisible.
56. Rayo De Luz: Te da la velocidad de la luz por breves instantes de tu tiempo.
57. Rubí De Ramsés: Te permite mover objetos con la mente.
58. Ratón Jodoku: Permite corregir errores materiales.
59. Rio Reverso: Regresa algo a su forma original.
60. Moby Morfológico: Permite tomar cualquier apariencia, incluso la del enemigo.
61. Puma agachado: Es un transporte terrestre.
62. Yo-yo Yin-Yang: Vas y vienes al Mundo Yin-Yang con tu chi completo. No es un Wu como tal, es creado cuando ambos yo-yo, Yin y Yang, se juntan.
63. Yo-yo Yin: Vas al Mundo Yin-Yang, pero al regresar, emerges en tu forma malvada. (Todos tenemos una.)
64. Yo-yo Yang: Vas al Mundo Yin-Yang, pero al regresar, emerges en tu forma benéfica. (Hasta los más malos tienen una.)
65. Collar De La Luna: Tienes la habilidad de cambiar la etapa de la luna.
66. Sombra Del Miedo: Es capaz de explorar los miedos del oponente.
67. Tesoro Del Espadachín Ciego: Es una especie de genio dentro de un cofre (aunque no es realmente un Wu, si no una reliquia).
68. Manta Raya De Plata: Transporte anfibio, puesto que puede volar e ir bajo el agua.
69. Rebanador De Sombras: Crea un holograma tuyo confundiendo al oponente.
70. Sandalias Monzón: Estiran los pies del usuario.
71. Langosta Lunar: Lanza langostas blancas que devoran todo a su paso.
72. Lazo Boa-Boa: Lazo que se extiende 5 km y oprime fuertemente lo que atrape.
73. Mosca de Manchuria: Te transforma en una mosca.
74. Shen Ga Roo: Es un transporte terrestre. Se distingue del Puma Agachado por el hecho de que se mueve dando saltos, como un canguro.
75. Pies ligeros: Permite al que lo posee la velocidad de correr y dar patadas rápidamente.
76. Radar Wu: Puede ubicar todos los wus sin que se activen. Este en sí no es realmente un Wu, fue un radar creado por Jack Spicer.
77. Trampa de insectos: Ataca con un enjambre de insectos.
78. Bastón Shimo: El Bastón Shimo es el arma Wudai de Omi. Aunque parece un palito insignificante se puede convertir en cualquier arma de hielo. Fue la última arma Wudai en ser conseguida.
79. Flechas Gorrión: Las Flechas Gorrión son las armas Wudai de Kimiko. Son unas flechas con forma de gorrión que al utilizarlas se prenden en el aire. Fue la segunda arma Wudai en aparecer. Se encuentra ubicada en la cantina "El Último Aliento" colgada en los huesos de un alce custodiada por un fantasma.
80. Daga de Nebula: La Espada de Nebula es el arma Wudai de Raimundo. Aunque puede parecer una espada común y corriente pero al usarla se convierte en una especie de cadenas de viento. Fue la primera arma Wudai en aparecer. Se encuentra ubicada en la cima de las cascabeles enterrada en una montaña custodiada por serpientes de cascabel.

## Shen Gong Wu no revelados
1. Fi Fi-Xiaogo: Se convierte en un perro callejero gigante que transporta al usuario.
2. Genio Moo: Permite al usuario intercambiar su personalidad.

## Shen Gong Wus elementales
Este tipo de Shen Gong Wus sirven para aumentar el poder de las armas Wudai y se le otorgan a Omi, Kimiko,
Raimundo y Clay cuando se revela el Shen Gong Wu "Conejito Denshi"
Kaijin Charm: Cuando su poder es Dominado le otorga al portador el completo control del Elemento Agua, Pertenece a Omi
Ojo de Gato Draco: Cuando su poder es Dominado le otorga al portador el completo control del Elemento Fuego, Pertenece a Kimiko
Cresta del Cóndor: Cuando su poder es Dominado le otorga al portador el completo control del Elemento Aire, Pertenece a Raimundo
Toro Largos Cuernos: Cuando su poder es Dominado le otorga al portador el completo control del Elemento Tierra, Pertenece a Clay
- Datos: Q3504206